# Sirtaki

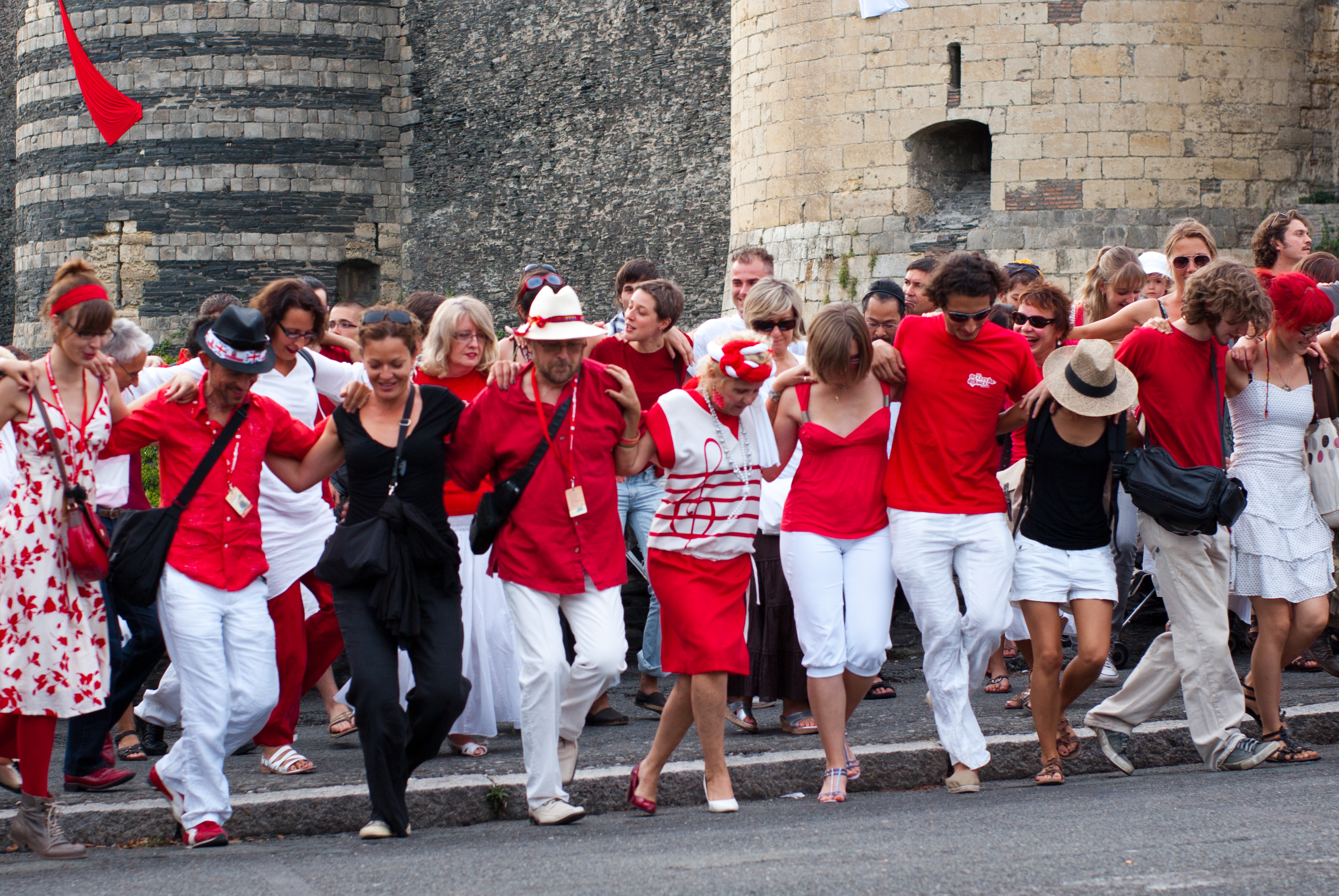
Um Flash Mob de Sirtaki no festival Accroche-Cœurs

Sirtaki (συρτάκι) é uma dança popular de origem grega, criada em 1964 no filme Zorba, o grego. Não é uma dança tradicional grega, mas uma mistura de ritmos lentos e rápidos da dança foclórica grega hasapiko. A dança e a música (por Míkis Theodorakis) é também chamada de "Zorba's dance".
O nome sirtáki vem da palavra grega syrtos, um nome comum de um grupo cretano.